# Neoregelia
Neoregelia sind eine Pflanzengattung in der Unterfamilie Bromelioideae innerhalb Familie der Bromeliengewächse (Bromeliaceae).

## Beschreibung

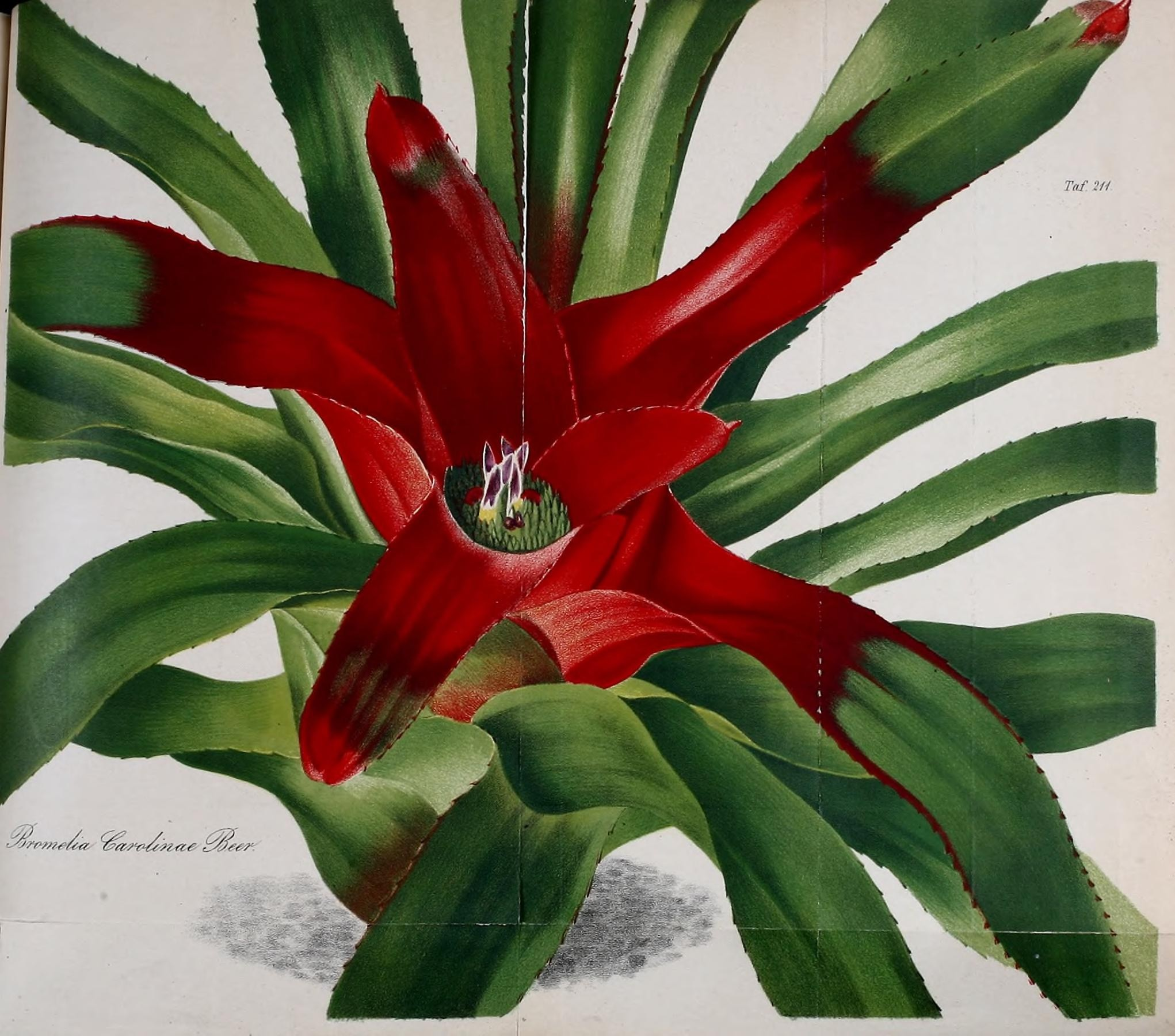
Illustration aus Gartenflora, Tafel, 211 von Neoregelia carolinae

### Vegetative Merkmale
Neoregelia-Arten wachsen als ausdauernde krautige Pflanzen. Es sind überwiegend epiphytisch lebende Arten. Derbe Laubblätter sitzen an einer gestauchten Hauptachse und bilden Trichter, in denen Wasser gesammelt wird. Die parallelnervigen Laubblätter sind leicht bewehrt.

### Generative Merkmale
Die Blütenstände besitzen stark gestauchte Achsen und so sitzen alle Blüten in einem „Köpfchen“ zusammen im Trichter im Wasser. Der Name Nidularium war schon für eine weitere Bromelien-Gattung belegt – Nest-Bromelien wäre sonst ein schöner Name für diese Gattung. Das dekorativste an den Neoregelien sind ihre Hochblätter, sie sind einfach die innersten Blätter der Blattrosetten und meist lange Zeit schön rot gefärbt.
Die zwittrigen Blüten sind dreizählig. Die drei Kronblätter sind meistens blau oder weiß.
Die Blütenformel lautet:
{\displaystyle \star \;K_{(3)}\;} oder{\displaystyle \;K_{3}\;[C_{(3)}\;A_{3+3}]\;G_{\overline {(3)}}}
Es werden Beeren gebildet.

## Systematik und Verbreitung
Die Gattung Neoregelia wurde 1934 von Lyman Bradford Smith in Contributions from the Gray Herbarium of Harvard University, 104, S. 78 aufgestellt. Der Gattungsname Neoregelia ehrt den deutschen Botaniker Eduard August von Regel, aber der Name Regelia war schon für eine Myrtengewächs-Gattung belegt und so musste sie in Neoregelia umbenannt werden. Typusart ist Billbergia meyendorffii Regel: Bot. Zeit., 15, 713, 1857; Regelia meyendorffii (Regel) Lindm. in Öfvers. Förh. Kongl. Svenska Vetensk.-Akad. 47: 543. 1890; Neoregelia carolinae (Beer) L.B.Sm.: Contr. Gray Herb., 124, 9, 1939.
Es gibt etwa 123 Neoregelia-Arten, hier eine Liste aller Arten, Unterarten und Varietäten (Stand 2021):

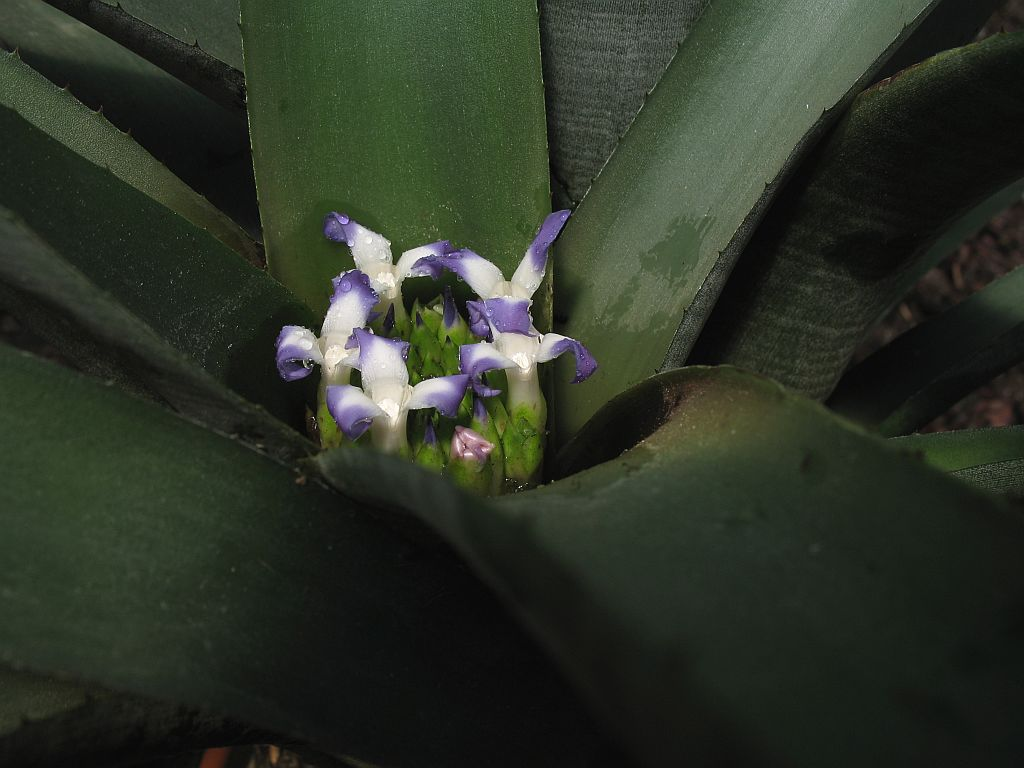
Blütenstand mit dreizähligen, radiärsymmetrischen Blüten von Neoregelia angustibracteolata

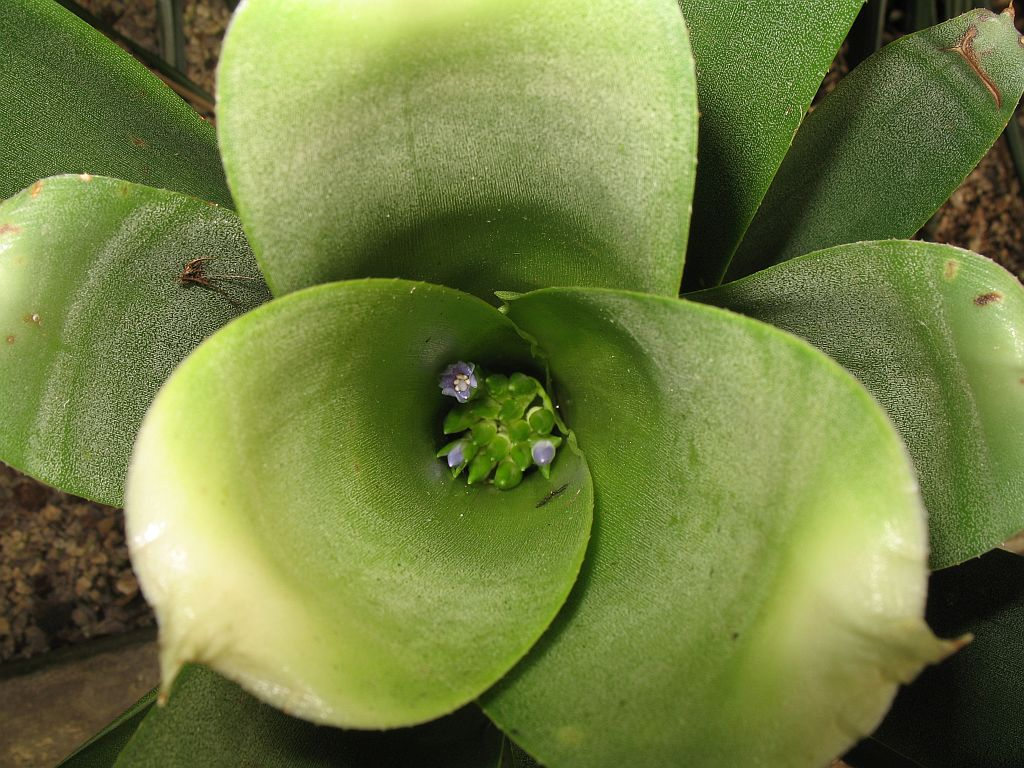
Habitus und Blütenstand von Neoregelia bahiana

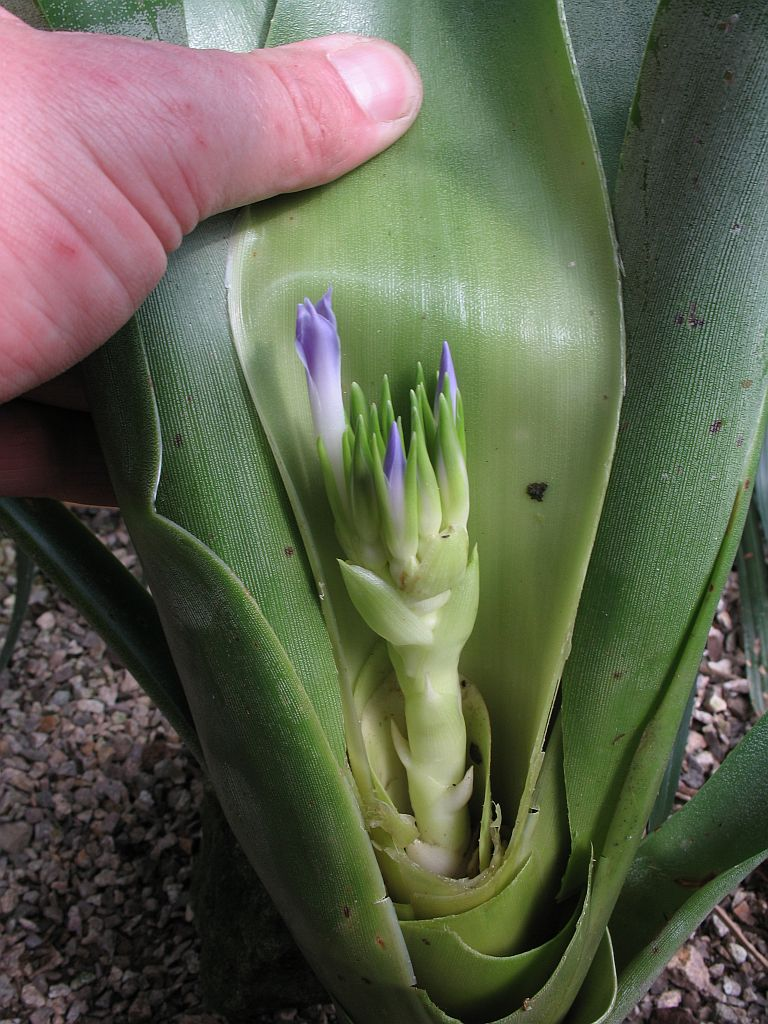
Kurzer Blütenstandsschaft und Blütenstand mit dreizähligen, radiärsymmetrischen Blüten von Neoregelia bahiana in aufgeschnittenen Exemplar

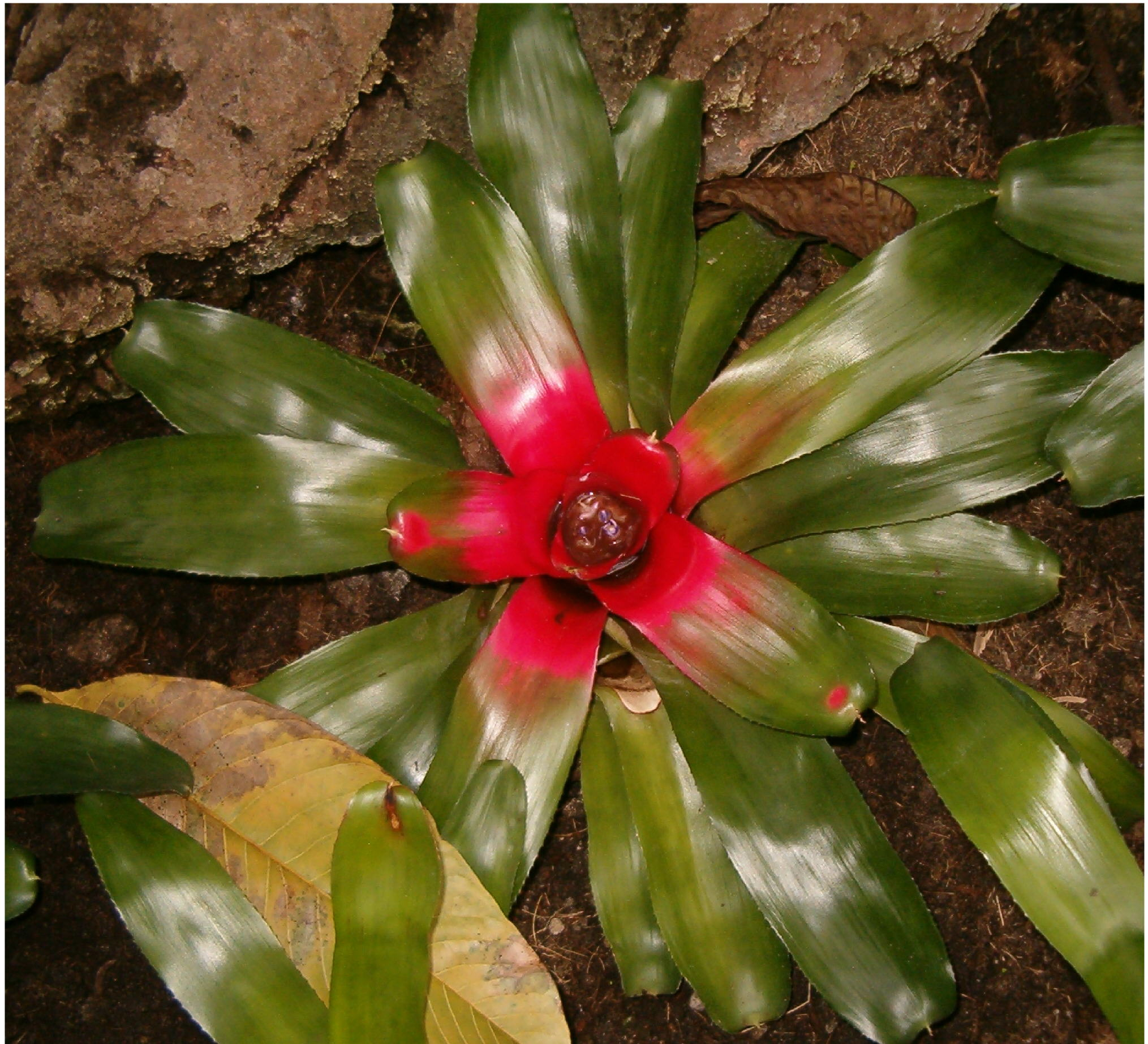
Neoregelia carolinae

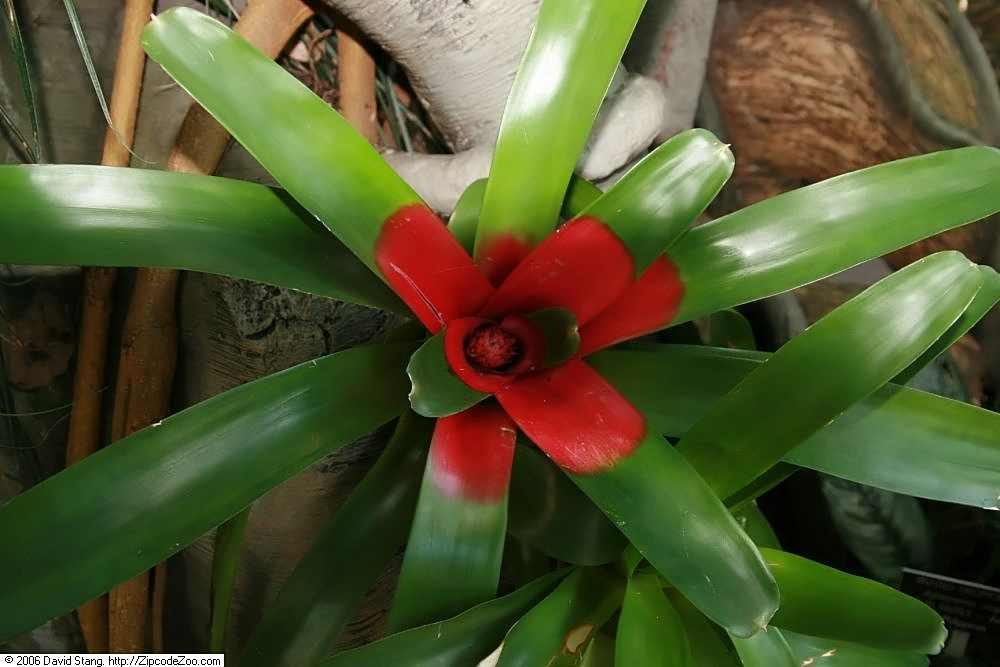
Neoregelia compacta

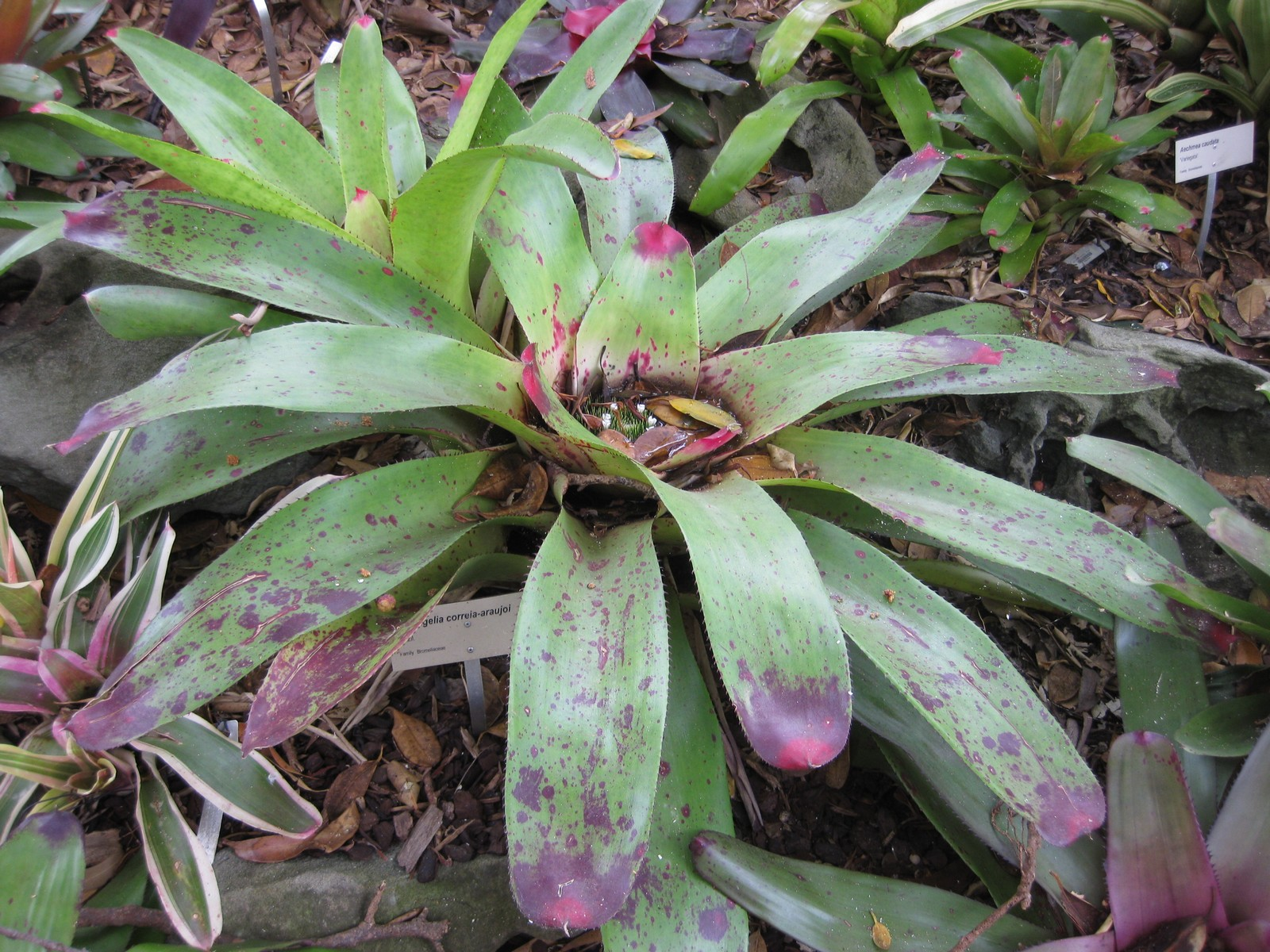
Neoregelia correia-araujoi

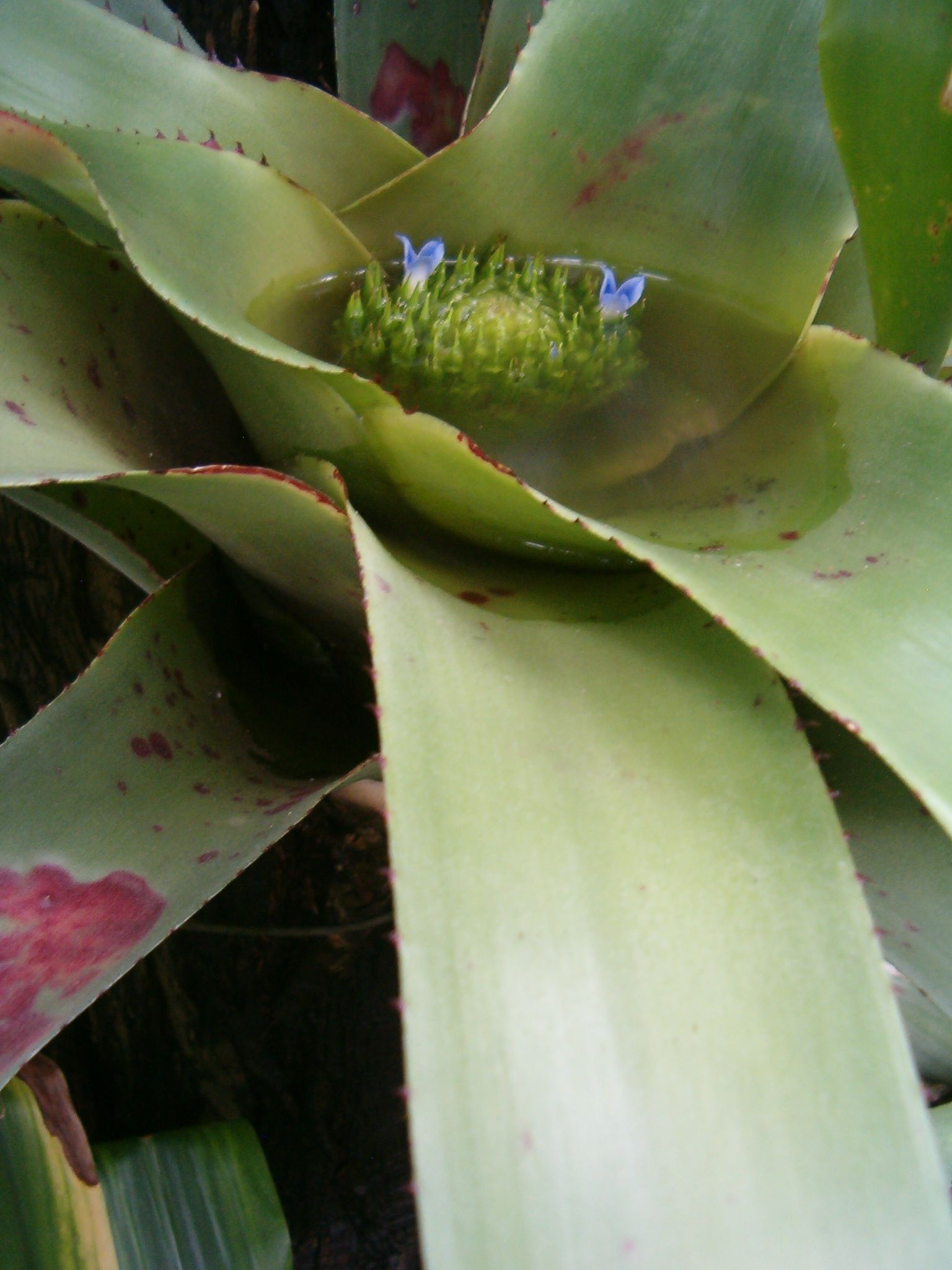
Blütenstand mit dreizähliger Blüte von Neoregelia cruenta

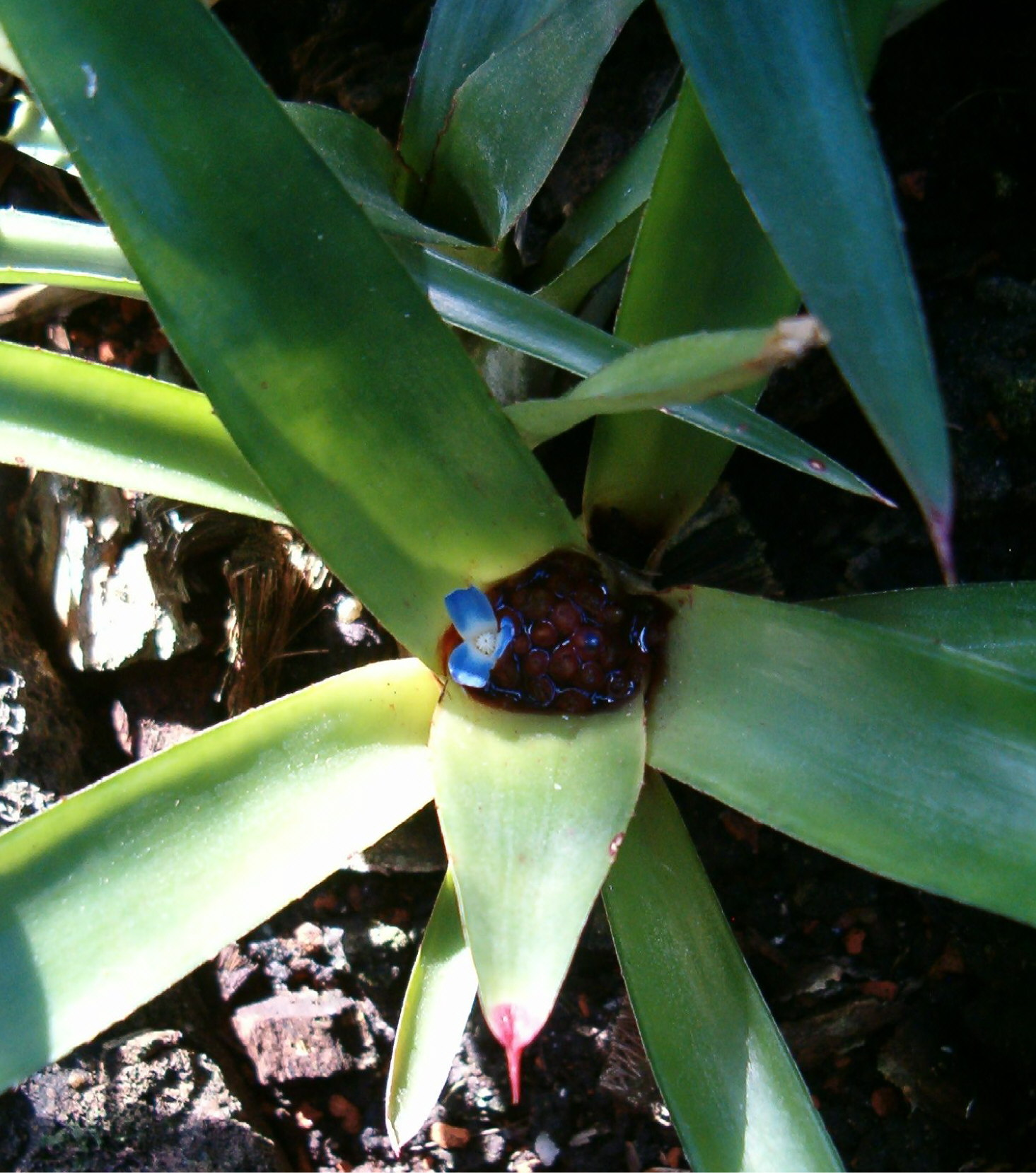
Habitus und Blütenstand von Neoregelia cyanea

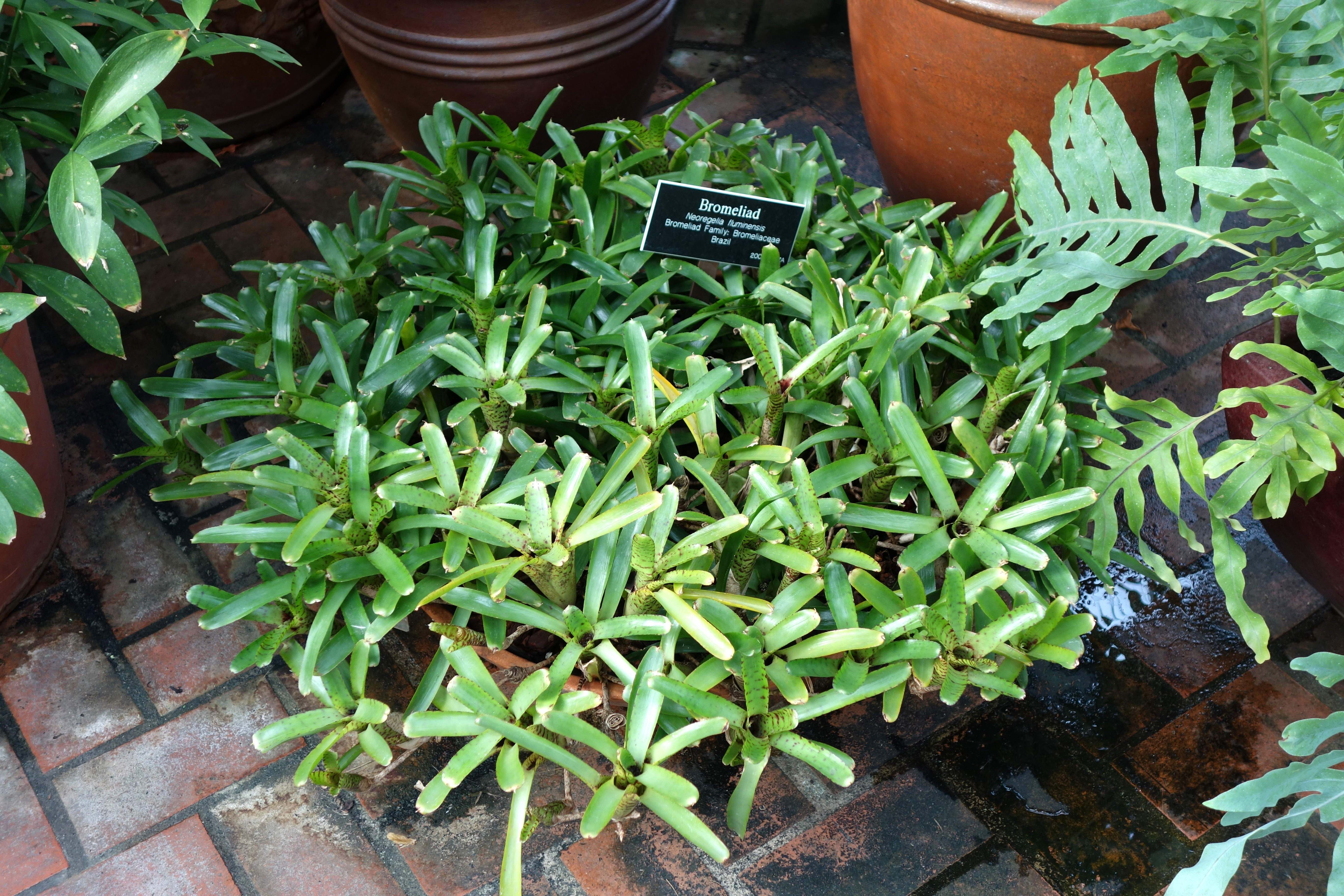
Habitus der kleinbleibenden, kolonienbildenden Art Neoregelia fluminensis

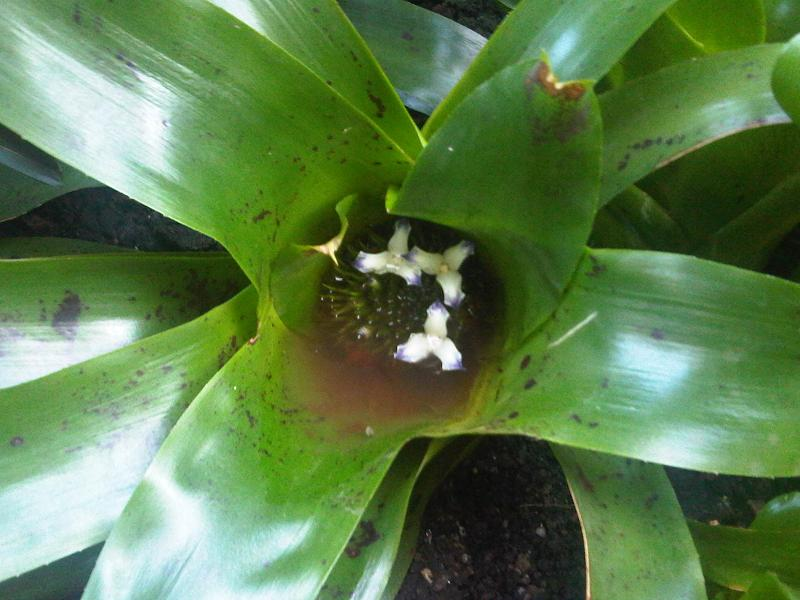
Habitus und Blütenstand von Neoregelia kautskyi

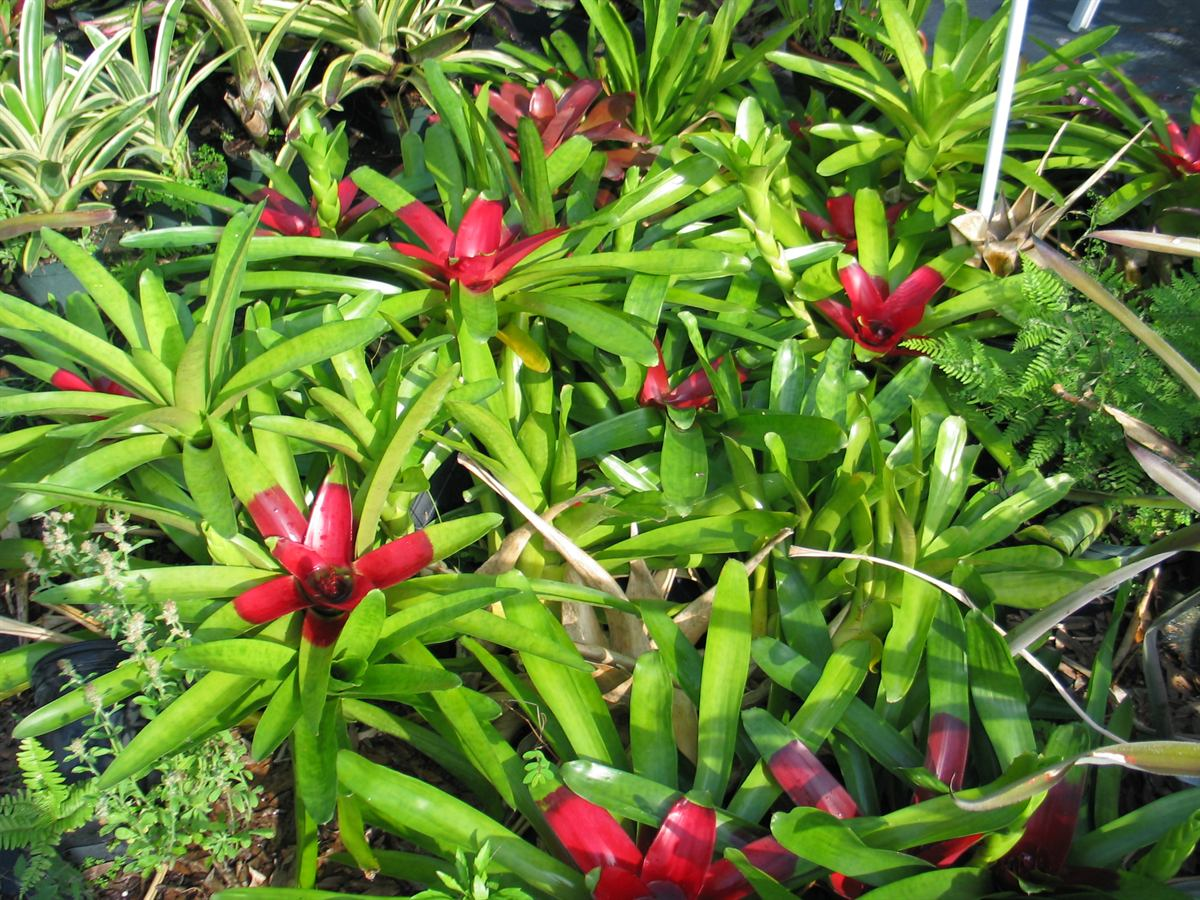
Habitus und Blütenstände von Neoregelia macwilliamsii

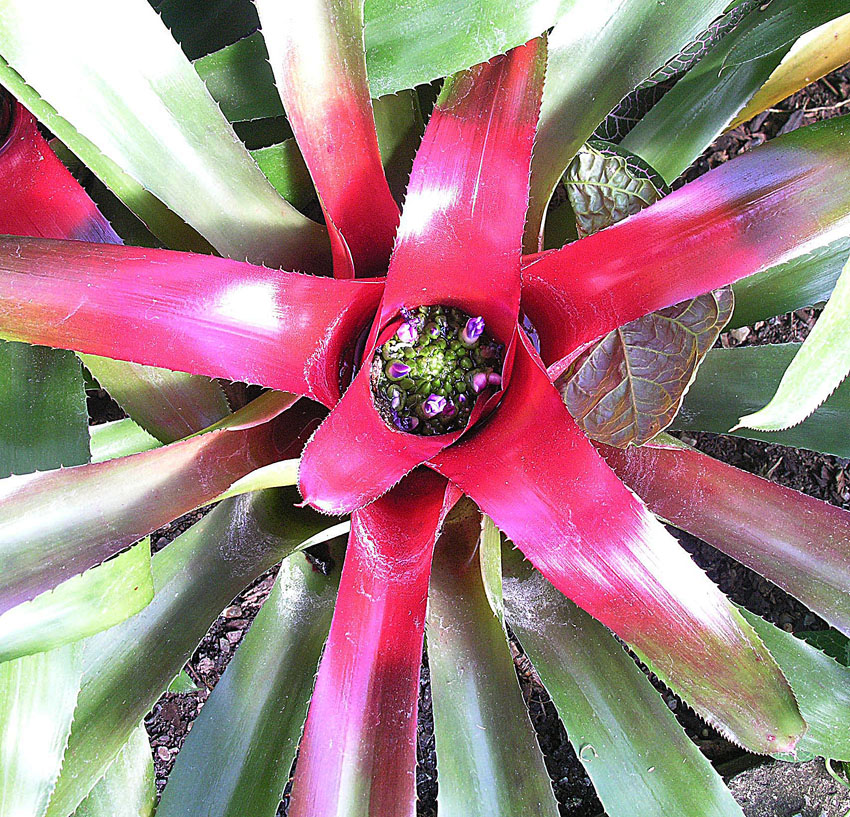
,Blütenstand und Blüten von Neoregelia olens

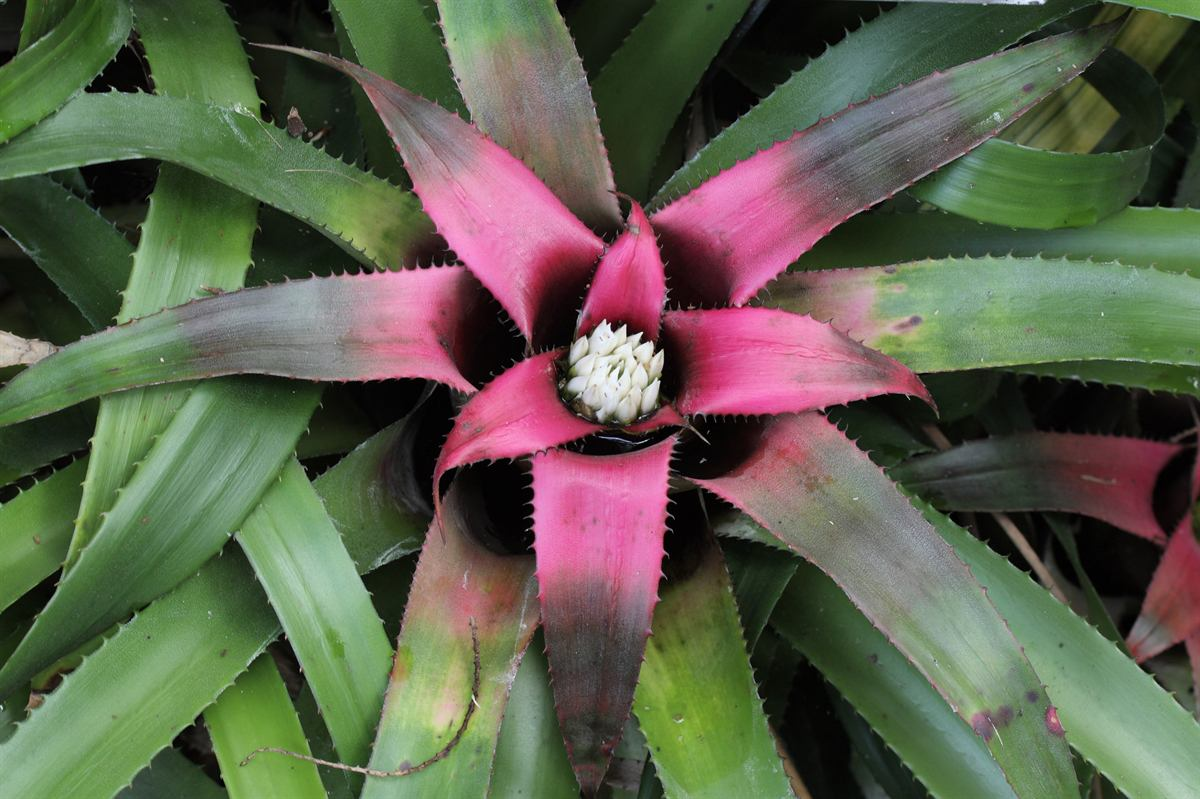
Bewehrte Laubblätter und Blütenstand von Neoregelia pendula

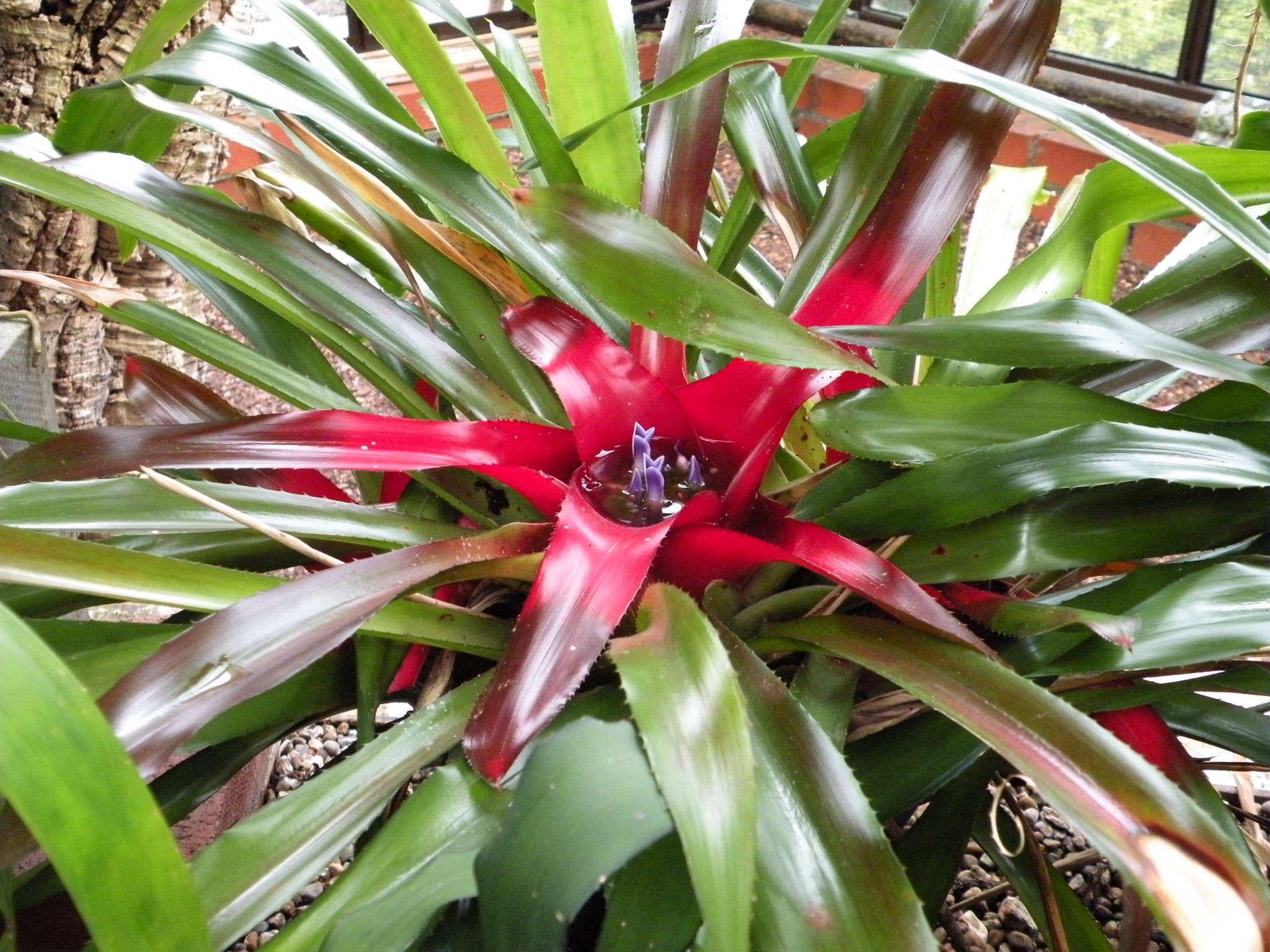
Habitus und Blütenstand von Neoregelia princeps

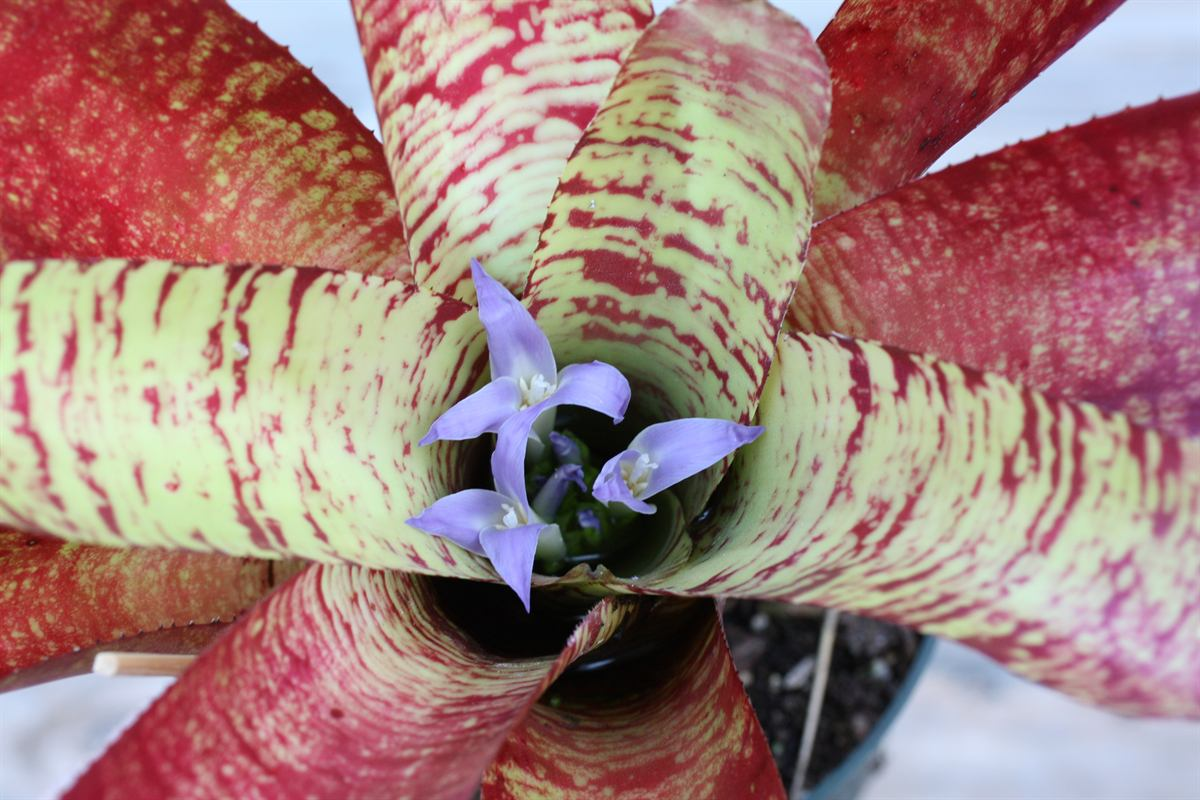
Blütenstand mit dreizähligen Blüten im Detail von Neoregelia rubrovittata

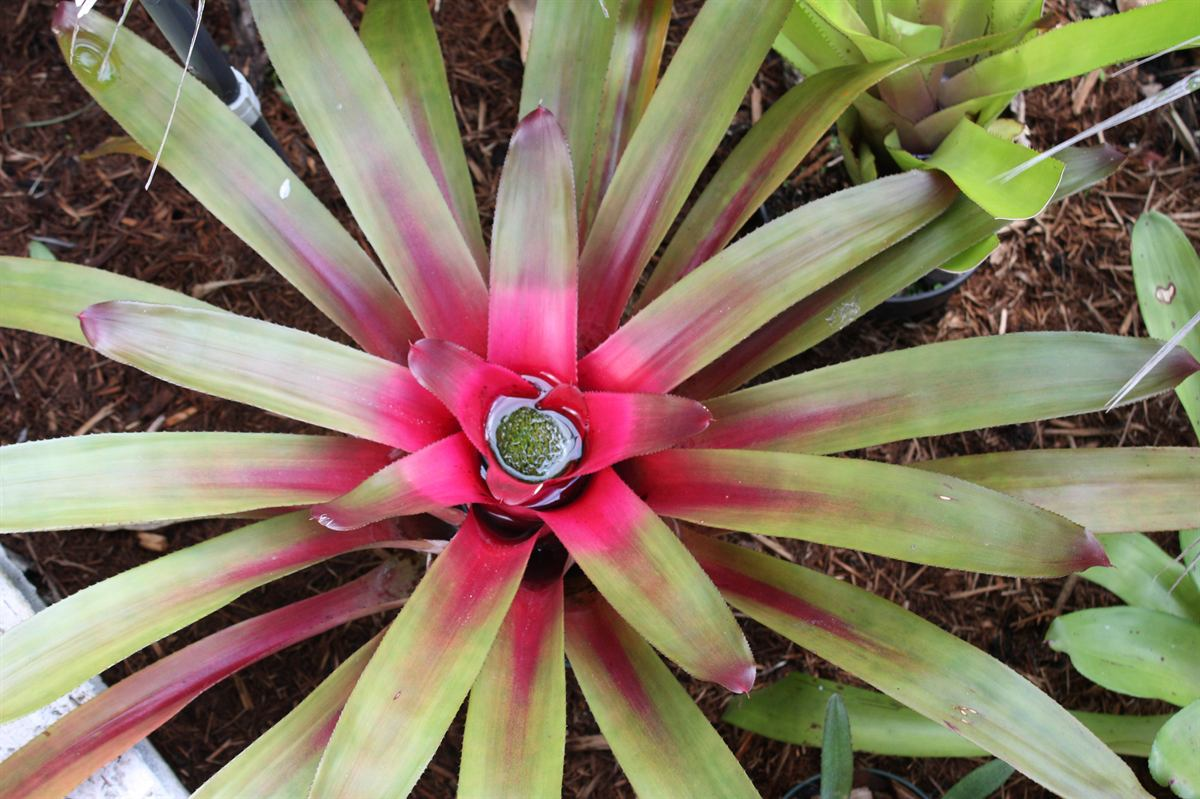
Habitus und Blütenstand von Neoregelia sanguinea

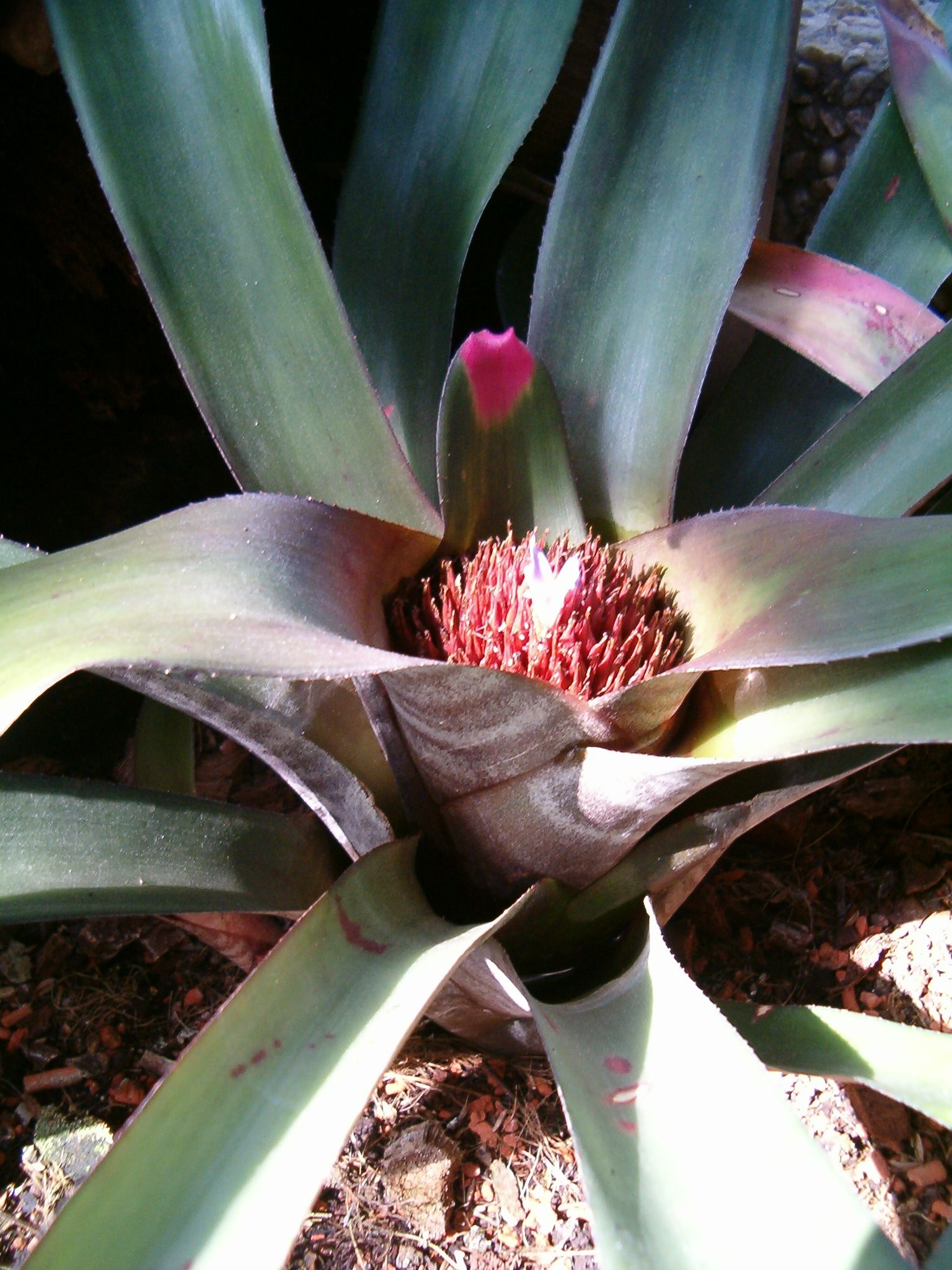
Habitus und Blütenstand von Neoregelia spectabilis

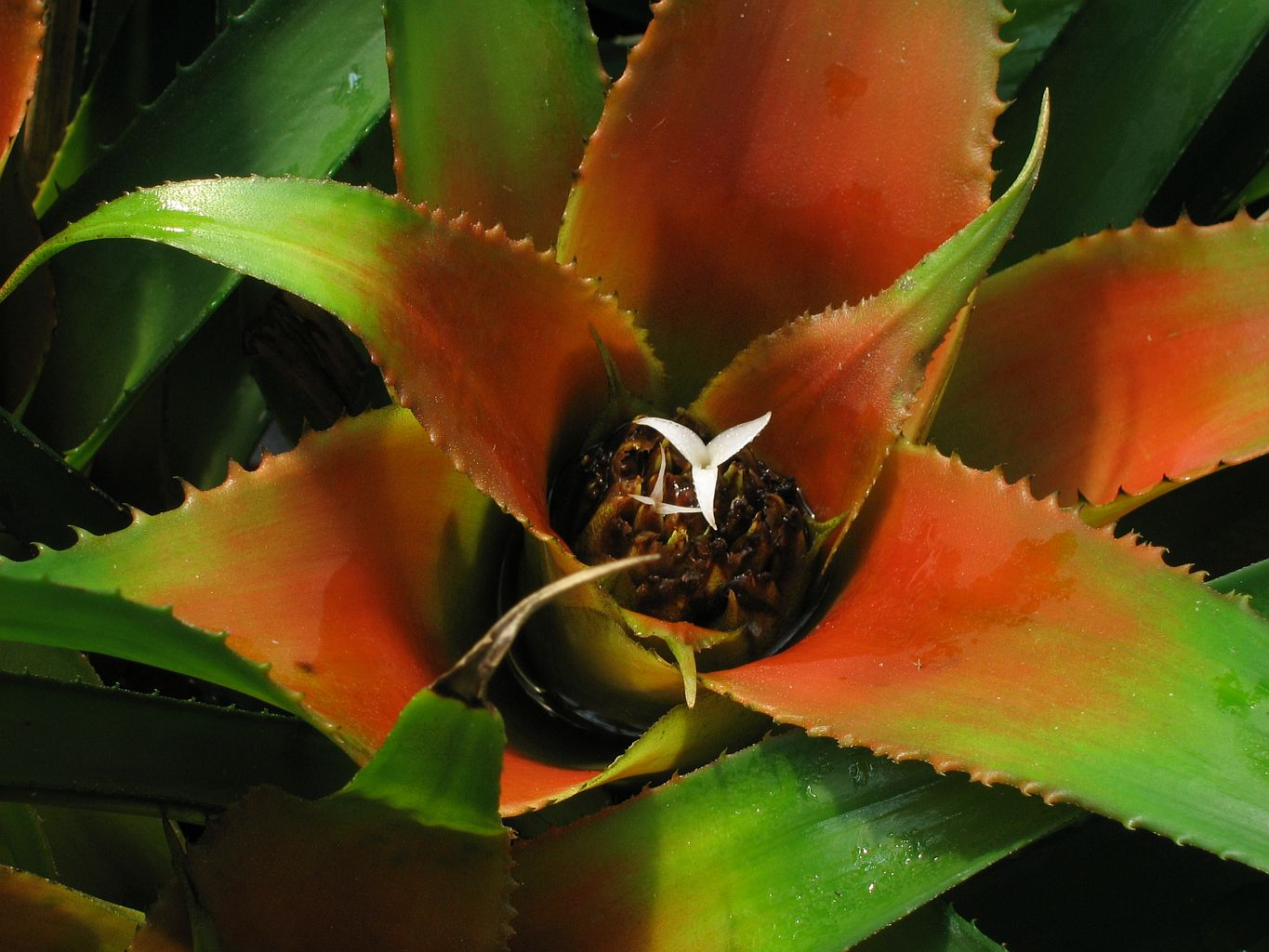
Blütenstand mit dreizähliger Blüte von Neoregelia wurdackii

- Neoregelia abendrothae L.B.Sm.: Dieser Endemit gedeiht im unberührten tropischen Regenwald an der Basis des Dedo de Deus Peak nur im brasilianischen Bundesstaat Rio de Janeiro.[3]
- Neoregelia altocaririensis Leme & L. Kollmann: Sie wurde 2020 erstbeschrieben. Sie wurde bisher nur epiphytisch im Kronendach nur in der hygrophilen Ausprägung des Mata Atlântica wachsend in einer Höhenlage von etwa 910 Metern im brasilianischen Bundesstaat Minas Gerais gefunden.[3]
- Neoregelia amandae W.Weber: Sie ist in Brasilien verbreitet.[3]
- Neoregelia ampullacea (E.Morren) L.B.Sm. Person (Syn.: Nidularium ampullaceum E.Morren Person): Sie ist in Brasilien verbreitet.[3] Diese kleinbleibende Art bildet schnell Pflanzengruppen durch viele Kindel.
- Neoregelia angustibracteolata E.Pereira & Leme: Sie gedeiht epiphytisch im Halbschatten in Höhenlagen von etwa 1300 Metern nur im brasilianischen Bundesstaat Espírito Santo.[3]
- Neoregelia angustifolia E.Pereira: Sie kommt nur im brasilianischen Bundesstaat Espírito Santo vor.[3]
- Neoregelia atroviridifolia W.Weber & Röth: Sie wurde 1982 anhand eines im Botanischen Garten Halle kultivierten Exemplars erstbeschrieben. Das Exemplar stammt aus Brasilien; mehr ist zum Verbreitungsgebiet nicht bekannt.[3]
- Neoregelia azevedoi Leme: Sie gedeiht epiphytisch in Höhenlagen von 250 bis 350 Metern nur im brasilianischen Bundesstaat Rio de Janeiro.[3]
- Neoregelia bahiana (Ule) L.B.Sm. (Syn.: Neoregelia diamantinensis E.Pereira, Neoregelia hatschbachii L.B.Sm., Neoregelia pabstiana E.Pereira): Sie kommt in den brasilianischen Bundesstaaten Bahia bis São Paulo vor.
- Neoregelia binotii (Antoine) L.B.Sm.: Sie kommt nur im brasilianischen Bundesstaat São Paulo vor.[3]
- Neoregelia bragarum (E.Pereira & L.B.Sm.) Leme: Sie gedeiht epiphytisch, lithophytisch oder terrestrisch in Höhenlagen von 900 bis 1700 Metern nur im brasilianischen Bundesstaat Rio de Janeiro.[3]
- Neoregelia brevifolia L.B.Sm. & Reitz: Sie kommt nur im brasilianischen Bundesstaat Espírito Santo vor.[3]
- Neoregelia brigadeirensis Paula & Leme: Sie gedeiht lithophytisch in Höhenlagen von 1200 bis 1500 Metern nur im brasilianischen Bundesstaat Minas Gerais.[3]
- Neoregelia brownii Leme: Sie gedeiht epiphytisch und lithophytisch in Höhenlagen von etwa 1300 Metern nur im brasilianischen Bundesstaat Minas Gerais.[3]
- Neoregelia burle-marxii R.W.Read: Die zwei Unterarten kommen nur im brasilianischen Bundesstaat São Paulo vor:[3]
  - Neoregelia burle-marxii R.W.Read subsp. burle-marxii
  - Neoregelia burle-marxii subsp. meeana R.W.Read
- Neoregelia camorimiana E.Pereira & I.A.Penna: Sie kommt nur im brasilianischen Bundesstaat Rio de Janeiro vor.[3]
- Neoregelia capixaba E.Pereira & Leme: Dieser Epiphyt kommt nur im brasilianischen Bundesstaat Espírito Santo vor.[3]
- Neoregelia carcharodon (Baker) L.B.Sm.: Es gibt zwei Varietäten:
  - Neoregelia carcharodon var. atroviolacea Reitz: Sie gedeiht lithophytisch in Höhenlagen von etwa 600 Metern nur im brasilianischen Bundesstaat Rio de Janeiro.[3]
  - Neoregelia carcharodon (Baker) L.B.Sm. var. carcharodon: Sie gedeiht epiphytisch im Regenwald nur im brasilianischen Bundesstaat Espírito Santo vor.[3]
- Neoregelia carinata Leme: Sie wurde 1999 aus dem brasilianischen Bundesstaat Rio de Janeiro erstbeschrieben und gedeiht epiphytisch.[3]
- Neoregelia carolinae (Beer) L.B.Sm.
  - Neoregelia carolinae (Beer) L.B.Sm. f. carolinae: Sie im Regenwald in Höhenlagen von 0 bis 1200 Metern in brasilianischen Bundesstaaten Rio de Janeiro, Guanabara und vielleicht Bahia.[3]
  - Neoregelia carolinae f. tricolor (M.B.Foster) M.B.Foster ex L.B.Sm. (Syn.: Neoregelia carolinae var. tricolor M.B.Foster): Es handelt sich um eine in Kultur entstandene Form, die nur vegetativ vermehrt werden kann.
- Neoregelia cathcartii C.F.Reed & R.W. Read: Sie gedeiht in Höhenlagen von etwa 1067 Metern nur im Bundesstaat Aragua in Venezuela.[3]
- Neoregelia chlorosticta (Baker) L.B.Sm. (Syn.: Neoregelia chlorosticta (Baker) Mez, Neoregelia chlorosticta (Encke), Neoregelia marmorata sensu L.B.Sm., Neoregelia sarmentosa var. chlorosticta (Baker) L.B.Sm.): Sie gedeiht epiphytisch in Wäldern in Höhenlagen von 0 bis 1200 Metern in den brasilianischen Bundesstaaten Rio de Janeiro bis Paraná.[3]
- Neoregelia coimbrae E.Pereira & Leme: Sie gedeiht epiphytisch nur im brasilianischen Bundesstaat Rio de Janeiro.[3]
- Neoregelia compacta (Mez) L.B.Sm. (Syn.: Nidularium compactum Mez, Neoregelia schubertii Roeth): Sie gedeiht im Küstengebüsch, in der Restinga, nur im brasilianischen Bundesstaat Rio de Janeiro.[3]
- Neoregelia concentrica (Vellozo) L.B.Sm.: Sie gedeiht in Regenwäldern in Höhenlagen von 0 bis 800 Metern  in den brasilianischen Bundesstaaten Rio de Janeiro und Guanabara.[3]
- Neoregelia coriacea (Antoine) L.B.Sm.: Sie wurde anhand eines in den Gärten von Schönbrunn kultivierten Exemplars, das wohl aus Brasilien stammt, erstbeschrieben.[3]
- Neoregelia correia-araujoi E.Pereira & I.A.Penna: Sie gedeiht epiphytisch nur im brasilianischen Bundesstaat Rio de Janeiro.[3]
- Neoregelia crispata Leme: Sie gedeiht epiphytisch nur im brasilianischen Bundesstaat Bahia.[3]
- Neoregelia cruenta (Graham) L.B.Sm. (Syn.: Neoregelia longebracteata (Mez) L.B.Sm., Neoregelia rubrospinosa (Mez) L.B.Sm.): Sie gedeiht auf Sand und auf Felsen in niedrigwachsenden Sträuchern und Mangroven etwa auf Meeresniveau in den brasilianischen Bundesstaaten Rio de Janeiro sowie São Paulo.[3]
- Neoregelia cyanea (Beer) L.B.Sm.: Sie gedeiht epiphytisch in Wäldern in Höhenlagen von etwa 400 Metern nur im brasilianischen Bundesstaat Minas Gerais.[3]
- Neoregelia dactyloflammans Leme & L.Kollmann: Sie wurde 2011 aus dem brasilianischen Bundesstaat Espírito Santo erstbeschrieben.[3]
- Neoregelia dayvidiana Leme & A.P.Fontana: Sie wurde 2009 aus dem brasilianischen Bundesstaat Espírito Santo erstbeschrieben.[3]
- Neoregelia desenganensis Leme: Sie wurde 2013 aus dem brasilianischen Bundesstaat Rio de Janeiro erstbeschrieben.[3]
- Neoregelia diversifolia E.Pereira: Sie gedeiht lithophytisch nur im brasilianischen Bundesstaat Espírito Santo.[3]
- Neoregelia doeringiana L.B.Sm.: Sie kommt nur im brasilianischen Bundesstaat São Paulo vor.[3]
- Neoregelia dungsiana E.Pereira: Sie gedeiht epiphytisch in Wäldern nur im brasilianischen Bundesstaat Rio de Janeiro.[3]
- Neoregelia eleutheropetala L.B.Sm.: Es gibt zwei Varietäten:[3]
  - Neoregelia eleutheropetala var. bicolor L.B.Sm.: Dieser Endemit kommt nur im peruanischen Loreto vor.[3]
  - Neoregelia eleutheropetala L.B.Sm. var. eleutheropetala: Sie gedeiht in Höhenlagen von 120 bis 420 Metern in Kolumbien, Ecuador und im brasilianischen Bundesstaaten Amazonas.[3]
- Neoregelia eltoniana W.Weber: Dieser Endemit gedeiht auf etwa Meeresniveau in der Restinga nur im brasilianischen Bundesstaat Rio de Janeiro.[3]
- Neoregelia farinosa (Ule) L.B.Sm. (Syn.: Neoregelia farinosa (Ule) Mez): Sie kommt in den brasilianischen Bundesstaaten Espírito Santo sowie Rio de Janeiro vor.[3]
- Neoregelia fluminensis L.B.Sm.: Sie kommt nur im brasilianischen Bundesstaat Rio de Janeiro.[3]
- Neoregelia fosteriana L.B.Sm.: Sie gedeiht epiphytisch nur im brasilianischen Bundesstaat Rio de Janeiro.[3]
- Neoregelia gavionensis Martinelli & Leme: Sie kommt nur im brasilianischen Bundesstaat Rio de Janeiro vor.[3]
- Neoregelia gigas Leme & L.Kollmann: Sie gedeiht epiphytisch oder terrestrisch in der Sonne in einer strauch- bis baumartigen Vegetation in den oberen Bereichen von Hügeln nur im brasilianischen Bundesstaat Espírito Santo.[3]
- Neoregelia guttata Leme: Sie wurde 2003 aus dem brasilianischen Bundesstaat Espírito Santo erstbeschrieben. Sie wurde bisher nur als Epiphyt in einer Höhenlage von etwa 900 Metern gefunden.[3]
- Neoregelia hoehneana L.B.Sm.: Sie kommt nur im brasilianischen Bundesstaat São Paulo vor.[3]
- Neoregelia ibitipocensis (Leme) Leme: (Syn.: Wittrockia ibitipocensis Leme) Sie wurde 1998 erstbeschrieben. Sie gedeiht in Höhenlagen oberhalb von 1000 Metern in den brasilianischen Bundesstaaten Minas Gerais sowie Rio de Janeiro.[3]
- Neoregelia ilhana Leme: Sie wurde 2010 aus dem brasilianischen Bundesstaat Rio de Janeiro erstbeschrieben. Sie wurde bisher nur epiphytisch in dichten Beständen an den unteren Bereichen von Baumstämmen wachsend in montanen bis hochmontanen Gebieten des Mata Atlântica in einer Höhenlage von etwa 1410 Metern gefunden.[3]
- Neoregelia indecora (Mez) L.B.Sm.: Sie kommt nur im brasilianischen Bundesstaat Rio de Janeiro vor.[3]
- Neoregelia inexspectata Leme: Sie gedeiht epiphytisch in Höhenlagen von etwa 1450 Metern nur im brasilianischen Bundesstaat Espírito Santo.[3]
- Neoregelia insulana Leme: Sie wurde 2013 aus dem brasilianischen Bundesstaat São Paulo erstbeschrieben.[3] Dieser Endemit gedeiht lithophytisch auf Granitfelsen in voller Sonne in großen, dichten Gruppen am Rand einer Mata Atlântica-Vegetation wenige Meter über dem Hochwasserstand nur auf der Insel Ilha de Alcatrazes.[3]
- Neoregelia johannis (Carrière) L.B.Sm.: Sie stammt aus Brasilien.[3]
- Neoregelia johnsoniae H.Luther: Sie wurde 1989 anhand eines kultivierten Exemplars, das aus der peruanischen Region Loreto stammt, erstbeschrieben.[3]
- Neoregelia kautskyi E.Pereira: Sie gedeiht epiphytisch in Wäldern nur im brasilianischen Bundesstaat Espírito Santo.[3]
- Neoregelia kerryi Leme: Sie gedeiht epiphytisch und lithophytisch im Mata Atlântica in Höhenlagen von 500 bis 600 Metern nur im brasilianischen Bundesstaat Bahia.[3]
- Neoregelia kuhlmannii L.B.Sm.: Sie kommt nur im brasilianischen Bundesstaat Rio de Janeiro vor.[3]
- Neoregelia lactea H.Luther & Leme: Dieser Endemit gedeiht epiphytisch in Höhenlagen von etwa 950 Metern nur im brasilianischen Bundesstaat Rio de Janeiro.[3]
- Neoregelia laevis (Mez) L.B.Sm.: Sie gedeiht epiphytisch und terrestrisch in Wäldern in Höhenlagen von 2 bis 7000 Metern in brasilianischen Bundesstaaten von Rio de Janeiro bis vielleicht Rio Grande do Sul.[3]:
  - Neoregelia laevis f. maculata H.Luther: Sie wurde 2001 aus dem brasilianischen Bundesstaat Parana  erstbeschrieben. Sie wurde an Bäumen am Straßenrand gesammelt.[3]
- Neoregelia leprosa L.B.Sm.: Sie kommt nur im brasilianischen Bundesstaat Minas Gerais vor.[3]
- Neoregelia leucophoea (Baker) L.B.Sm. (Syn.: Nidularium leucophoeum E.Morren ex Baker, Wittrockia leucophoea (Baker) Leme): Sie gedeiht in Höhenlagen oberhalb von 950 Metern nur im brasilianischen Bundesstaat Rio de Janeiro.[3]
- Neoregelia leviana L.B.Sm. (Syn.: Neoregelia meeana Reitz): Sie kommt in Brasilien nur im Bundesstaat Amazonas, in Peru nur in der Region Huanaco und in Venezuela nur im Bundesstaat Amazonas vor.[3]
- Neoregelia lilliputiana E.Pereira: Sie kommt nur im brasilianischen Bundesstaat Espírito Santo vor.[3]
- Neoregelia lillyae W.Weber: Es gibt zwei Varietäten in Brasilien:[3]
  - Neoregelia lillyae W.Weber var. lillyae
  - Neoregelia lillyae var. acuminata W.Weber
- Neoregelia longipedicellata Leme: Sie gedeiht lithophytisch in Höhenlagen oberhalb von 1600 Metern nur im brasilianischen Bundesstaat Rio de Janeiro.[3]
- Neoregelia longisepala E.Pereira & I.A.Penna: Sie gedeiht epiphytisch und terrestrisch nur im brasilianischen Bundesstaat Bahia.[3]
- Neoregelia lymaniana R.Braga & Sucre: Sie gedeiht epiphytisch in Wäldern nur im brasilianischen Bundesstaat Rio de Janeiro.[3]
- Neoregelia macahensis (Ule) L.B.Sm.: Sie gedeiht epiphytisch an Bäumen in Höhenlagen von 900 bis 1100 Metern im brasilianischen Bundesstaat Rio de Janeiro.[3]
- Neoregelia macrosepala L.B.Sm.: Brasilien
- Neoregelia maculata L.B.Sm.: Brasilien
- Neoregelia macwilliamsii L.B.Sm.: Brasilien
- Neoregelia magdalenae L.B.Sm. & Reitz: Es gibt zwei Varietäten:
  - Neoregelia magdalenae L.B.Sm. & Reitz var. magdalenae: Brasilien
  - Neoregelia magdalenae var. teresae L.B.Sm. & Reitz: Brasilien
- Neoregelia margaretae L.B.Sm.: Brasilien
- Neoregelia marmorata (Baker) L.B.Sm.: Brasilien
- Neoregelia martinellii W.Weber: Brasilien
- Neoregelia melanodonta L.B.Sm.: Brasilien
- Neoregelia menescalii Leme: Brasilien
- Neoregelia mooreana L.B.Sm.: Peru
- Neoregelia mucugensis Leme: Brasilien
- Neoregelia myrmecophila (Ule) L.B.Sm.: Es gibt zwei Formen in Brasilien:[3]
  - Neoregelia myrmecophila f. angustifolia Ule
  - Neoregelia myrmecophila f. latifolia Ule
- Neoregelia nevaresii Leme & H.Luther: Brasilien
- Neoregelia nivea Leme: Brasilien
- Neoregelia odorata Leme: Brasilien
- Neoregelia olens (Hook. f.) L.B.Sm.: Brasilien
- Neoregelia oligantha L.B.Sm.: Brasilien
- Neoregelia paratiensis Leme: Sie wurde 2010 aus Brasilien erstbeschrieben.
- Neoregelia pascoaliana L.B.Sm.: Brasilien
- Neoregelia pauciflora L.B.Sm.: Brasilien
- Neoregelia paulistana E.Pereira: Brasilien
- Neoregelia pendula L.B.Sm.: Es gibt zwei Varietäten:
  - Neoregelia pendula var. brevifolia L.B.Sm.: Peru
  - Neoregelia pendula L.B.Sm. var. pendula: Peru, Ecuador
- Neoregelia pernambucana Leme & J.A.Siqueira: Sie wurde 2000 aus Brasilien erstbeschrieben.
- Neoregelia petropolitana Leme: Brasilien
- Neoregelia pineliana (Lem.) L.B.Sm.: Es gibt zwei Formen:[3]
  - Neoregelia pineliana (Lem.) L.B.Sm. f. pineliana (Syn.: Neoregelia morreniana (Antoine) L.B.Sm.)
  - Neoregelia pineliana f. phyllanthidea (E.Morren ex Baker) L.B.Sm.
- Neoregelia pontualii Leme: Brasilien
- Neoregelia princeps (Baker) L.B.Sm.: Es gibt zwei Formen:[3]
  - Neoregelia princeps (Baker) L.B.Sm. f. princeps (Syn.: Neoregelia princeps (Baker) L.B.Sm. var. princeps, Nidularium spectabile hort. ex Baker, Nidularium marichalii Makoy ex Baker, Nidularium princeps E.Morren ex Baker, Nidularium meyendorffii var. pruinosum E.Morren ex Mez)
  - Neoregelia princeps f. phyllanthidea (Mez) L.B.Sm. (Syn.: Neoregelia princeps var. phyllanthidea (Mez) L.B.Sm.): Sie wurde 1967 anhand eines kultivierten Exemplars erstbeschrieben, das vielleicht aus Brasilien stammt. Es ist kein lebendes Exemplar bekannt.[3]
- Neoregelia punctatissima (Ruschi) Ruschi: Brasilien
- Neoregelia retrorsa Leme & L.Kollmann: Sie wurde 2011 aus Brasilien erstbeschrieben.
- Neoregelia richteri W.Weber: Brasilien
- Neoregelia roethii W.Weber: Brasilien
- Neoregelia rosea L.B.Sm.: Peru
- Neoregelia rothinessa Leme, H.Luther & W.Till: Sie wurde 2010 aus Brasilien erstbeschrieben.
- Neoregelia rubrifolia Ruschi: Brasilien
- Neoregelia rubrovittata Leme: Brasilien
- Neoregelia ruschii Leme & B.R.Silva: Brasilien
- Neoregelia sanguinea Leme: Brasilien
- Neoregelia sapiatibensis E.Pereira & I.A.Penna: Brasilien
- Neoregelia sarmentosa (Regel) L.B.Sm.: Brasilien
- Neoregelia seideliana L.B.Sm. & Reitz: Brasilien
- Neoregelia silvomontana Leme & J.A.Siqueira: Brasilien
- Neoregelia simulans L.B.Sm.: Brasilien
- Neoregelia smithii W.Weber: Brasilien
- Neoregelia spectabilis (T.Moore) L.B.Sm. (Syn.: Nidularium spectabile Moore, Nidularium eximium hort. ex Baker): Brasilien
- Neoregelia stolonifera L.B.Sm.: Peru, Kolumbien, Ecuador, Venezuela
- Neoregelia tarapotoensis Rauh: Peru
- Neoregelia tenebrosa Leme: Brasilien
- Neoregelia tigrina (Ruschi) Ruschi: Brasilien
- Neoregelia tristis (Beer) L.B.Sm.: Brasilien
- Neoregelia uleana L.B.Sm.: Brasilien
- Neoregelia viridolineata Leme: Sie wurde 2010 aus Brasilien erstbeschrieben.
- Neoregelia viridovinosa Leme & L.Kollmann: Sie wurde 2011 aus Brasilien erstbeschrieben.
- Neoregelia watersiana Leme: Sie wurde 2013 aus Brasilien erstbeschrieben.
- Neoregelia wilsoniana M.B.Foster: Brasilien
- Neoregelia wurdackii L.B.Sm.: Peru
- Neoregelia zaslawskyi E.Pereira & Leme: Brasilien
- Neoregelia zonata L.B.Sm.: Brasilien

## Nutzung

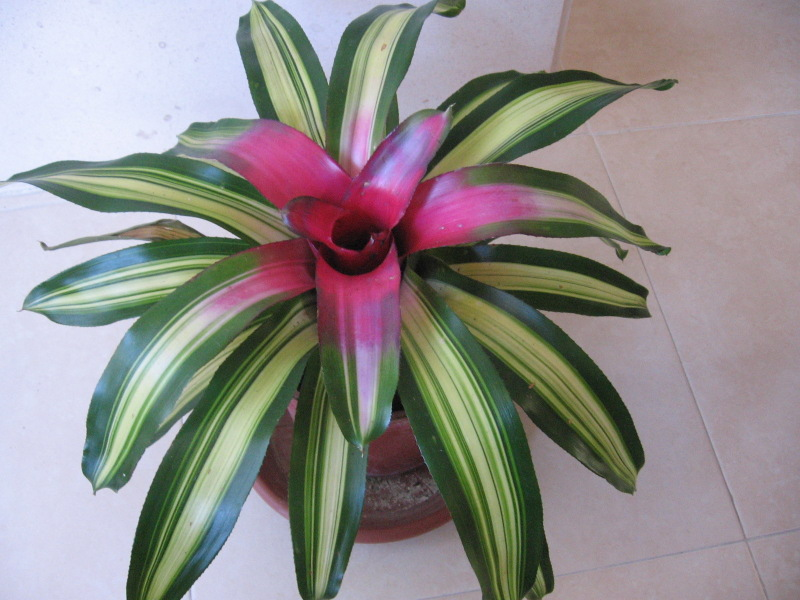
Panaschierte Sorte von Neoregelia carolinae f. tricolor

Einige Arten und Sorten (es gibt auch Sorten mit panaschierten Blättern) werden in Spezialgärtnereien angebaut und so findet man sie ab und zu in Gartencentern und Blumengeschäften. Sie eignen sich sehr gut als Zimmerpflanzen, da sie sehr einfach zu pflegen sind.